# TeleAmerica
TeleAmerica es un canal de televisión temático de origen estadounidense TeleAmerica Guild. El canal está dedicado principalmente a la población hispanohablante de Estados Unidos, e incluye telenovelas y otras series dramáticas, deportes, sitcoms, series de realidad y variedad, programación de noticias y largometrajes importados en español. Sus principales competidores son Univision y Telemundo.

## Programación
Su programación es de lunes a viernes, aparte de sus programas, cuentan con 5 espacios de noticias, el 11 de agosto del 2014 se estrenó la mañana siendo este programa matutino de variedades, pero debido a sus bajos índices de audiencia en el año 2017 es sacado del aire el 29 de diciembre, para el 2 de enero de 2018 se estrenó Buenos Días América, también siendo programa matutino de variedades.
- Datos: Q48994028